# Oberstinzel
Oberstinzel là một xã trong vùng Grand Est, thuộc tỉnh Moselle, quận Sarrebourg, tổng Fénétrange. Tọa độ địa lý của xã là 48° 47' vĩ độ bắc, 07° 02' kinh độ đông. Oberstinzel nằm trên độ cao trung bình là 280 mét trên mực nước biển, có điểm thấp nhất là 232 mét và điểm cao nhất là 323 mét. Xã có diện tích 5,07 km², dân số vào thời điểm 1999 là 274 người; mật độ dân số là 54 người/km². Xã nằm khoảng 7 km về phía bắc của Sarrebourg.

## Thông tin nhân khẩu
| 1962 | 1968 | 1975 | 1982 | 1990 | 1999 |
| ---- | ---- | ---- | ---- | ---- | ---- |
| 154  | 197  | 211  | 244  | 244  | 274  |